# Electro World
Electro World är en elektronikkedja som finns i Ungern sedan 2002, i Tjeckien sedan 2002 och i Polen sedan 2005. Electro World ingår i en av Europas ledande elektronikkoncerner, Dixons Retail Group PLC. Electroworld är ett dotterbolag till Elgiganten AB. Dixons Retail driver försäljning inom detaljhandeln och e-handeln och finns representerade i 28 europeiska länder.
Electro World består i dagsläget[när?] av 20 fysiska butiker i Tjeckien, sju stycken i Grekland, tre stycken i Slovakien och 19 stycken i Turkiet. Electro World driver även e-handel i samtliga av dessa länder. Electro World startade försäljning i Sverige i maj 2011. I februari 2016 meddelade företaget via sin hemsida att man avvecklar verksamheten.